# 古川夢乃歌
古川 夢乃歌（ふるかわ ゆのか、1994年5月24日 - ）は、日本の元プロボクサー。山木ボクシングジム所属。愛知県一宮市出身。愛知工業大学名電高等学校卒業、日本体育大学体育学部卒業。第4代WBA女子世界ライトミニマム級王者および第4代OPBF女子東洋太平洋フライ級王者。
一時期は山本 ユノカ（やまもと ゆのか）のリングネームでKick Box所属の女子キックボクサーとして活動していた。

## 来歴

### ボクシング時代
愛知工業大学名電高等学校2年の2011年11月、JBCプロボクシングテスト合格。
2012年4月1日、尾張水野所属として刈谷市あいおいホールにて川口美里戦でデビューし引き分け。
9月16日、大阪府豊中市よみうり文化ホールにて竹中佳と対戦も判定負け。
12月18日、後楽園ホールにて大石久美と対戦し、1回レフリーストップTKOで初勝利。
2013年、日体大に進学するとともにワタナベボクシングジムへ移籍。
8月30日、移籍初戦として林田昌子と対戦し、引き分け。
2014年3月3日、一三三摩利那と対戦し、2回TKOで移籍後初勝利。
7月11日、田中智沙と対戦し3-0判定勝利。
12月9日、武藤美希子と対戦し3-0判定勝利。
2015年2月10日、山岸愛子と対戦し4回TKO勝利。
9月28日、初の海外遠征としてタイ・バンコクにてカニタ・サックナロンと対戦し6回TKO勝利。

#### 東洋太平洋王座獲得
2016年2月21日、バンコクにて初のタイトル戦としてクリスティーヌ・ラプテとのOPBF女子東洋太平洋フライ級王座決定戦に挑み、7回TKOで初タイトル獲得に成功。

#### 世界王座獲得
2016年8月13日、草加市文化会館ホールにて小関桃の王座返上に伴いWBA女子世界ライトミニマム級3位の西村聡美とWBA女子世界ライトミニマム級王座決定戦を行い、3回1分59秒TKO勝ちを収め王座獲得に成功した。

#### 世界王座初防衛
2016年12月13日、後楽園ホールにて東洋太平洋ライトフライ級王者岩川美花を迎え2-0の判定で初防衛に成功。

#### 2階級制覇挑戦
2017年10月13日、アルゼンチン・サンフアンにて3階級上となるIBF女子世界フライ級王者レオネラ・ジュディカに挑戦するが、0-3判定負けで2階級制覇ならず。WBAライトミニマム級王座を保持したままの挑戦であったが、渡辺会長より剥奪の可能性もあると明らかにされた。直後のWBA11月付ランキングで王座は空位になった。

### キックボクシング転向
レオネラ・ジュディカとの試合を最後にボクシングを離れ、一般企業に就職するが、格闘技から離れた生活に物足りなさを感じ、キックボクシングへの挑戦を決意。2019年11月9日に「山本 ユノカ」とリングネームを変えてキックボクシング初戦に挑み、鍵山奈穂を3-0の判定で下した。
2021年3月28日、RISE 147で行われたミニフライ級（-49kg）NEXT QUEENトーナメント 2021に出場。準決勝で大倉萌と対戦し、0-2の判定負け。

### ボクシング復帰
2022年5月14日、自身のツイッターにて6月22日に阿比留通子相手に復帰戦を行うことを発表した。所属は山木ジムに変更となる。試合は0-2の判定で敗れ復帰戦を飾れなかった。
2022年11月30日、復帰2戦目をモンブランみきと行う。初回にダウンを奪われるが、2回以降パンチをまとめ、3-0判定でボクシング復帰後初勝利を挙げた。
2023年5月25日、タイ・バンコクにてWBCインターナショナルミニマム級王座決定戦に出場し、ワッサナ・カームデーに4回TKO勝利でボクシング復帰後初タイトル獲得
2023年9月よりワーキングホリデーとしてスペインに1年間滞在。

### 引退
2024年4月、引退届提出。
引退後は西葛西に富和ジムを設立し、5月20日付で東日本協会に加盟。

## 戦績

### プロボクシング
- 16戦 11勝 7KO 3敗 2分

| 戦           | 日付           | 勝敗 | 時間    | 内容    | 対戦相手                   | 国籍         | 備考                               |
| ------------ | -------------- | ---- | ------- | ------- | -------------------------- | ------------ | ---------------------------------- |
| 1            | 2012年4月1日   | △    | 4R      | 判定1-1 | 川口美里(中日)             | 日本         | プロデビュー戦                     |
| 2            | 2012年9月16日  | ★    | 4R      | 判定0-3 | 竹中佳(高砂)               | 日本         |                                    |
| 3            | 2012年12月18日 | ☆    | 1R      | TKO     | 大石久美(ワタナベ)         | 日本         |                                    |
| 4            | 2013年8月30日  | △    | 4R      | 判定0-1 | 林田昌子(SRS)              | 日本         |                                    |
| 5            | 2014年3月3日   | ☆    | 2R      | TKO     | 一三三摩利那(角海老宝石)   | 日本         |                                    |
| 6            | 2014年7月11日  | ☆    | 4R      | 判定3-0 | 田中智沙(勝又)             | 日本         |                                    |
| 7            | 2014年12月9日  | ☆    | 4R      | 判定3-0 | 武藤美希子(角海老宝石)     | 日本         |                                    |
| 8            | 2015年2月10日  | ☆    | 4R      | TKO     | 山岸愛子(ワイルドビート)   | 日本         |                                    |
| 9            | 2015年9月28日  | ☆    | 6R      | TKO     | カニタ・サックナロン       | タイ         |                                    |
| 10           | 2016年2月21日  | ☆    | 7R 1:46 | TKO     | クリスティーヌ・ラプテ     | フィリピン   | OPBF東洋太平洋女子フライ級王座獲得 |
| 11           | 2016年8月13日  | ☆    | 3R 1:59 | KO      | 西村聡美(折尾)             | 日本         | WBA女子世界アトム級王座獲得        |
| 12           | 2016年12月13日 | ☆    | 10R     | 判定2-0 | 岩川美花(高砂)             | 日本         | WBA女子世界アトム級王座防衛1       |
| 13           | 2017年10月13日 | ★    | 10R     | 判定3-0 | レオネラ・ジュディカ       | アルゼンチン | IBF女子世界フライ級タイトルマッチ  |
| 14           | 2022年6月22日  | ★    | 6R      | 判定0-2 | 阿比留通子(世田谷オークラ) | 日本         | ボクシング復帰戦                   |
| 15           | 2022年11月30日 | ☆    | 6R      | 判定3-0 | モンブランみき(一力)       | 日本         |                                    |
| 16           | 2023年5月25日  | ☆    | 4R 1:18 | TKO     | ワッサナ・カームデー       | タイ         |                                    |
| テンプレート |                |      |         |         |                            |              |                                    |

### キックボクシング
| キックボクシング 戦績 | キックボクシング 戦績 | キックボクシング 戦績 | キックボクシング 戦績 | キックボクシング 戦績 | キックボクシング 戦績 | キックボクシング 戦績 |
| --------------------- | --------------------- | --------------------- | --------------------- | --------------------- | --------------------- | --------------------- |
| 5 試合                | (T)KO                 | 判定                  | その他                | 引き分け              | 無効試合              |                       |
| 2 勝                  | 0                     | 2                     | 0                     | 1                     | 0                     |                       |
| 2 敗                  | 0                     | 2                     | 0                     | 1                     | 0                     |                       |

| 勝敗 | 対戦相手 | 試合結果       | 大会名                                                       | 開催年月日    |
| ×    | 大倉萌   | 3R終了 判定0-3 | RISE 147 【ミニフライ級 NEXT QUEENトーナメント 2021 準決勝】 | 2021年3月28日 |
| ○    | 樋田智子 | 3R終了 判定3-0 | RISE 141                                                     | 2020年8月23日 |
| ×    | 紅絹     | 3R終了 判定0-3 | RISE 140                                                     | 2020年7月19日 |
| △    | IMARI    | 3R終了 判定1-1 | NJKF：DUEL.20                                                | 2020年1月26日 |
| ○    | 鍵山奈穂 | 3R終了 判定3-0 | ジャパンキックボクシング協会：KICK Insist9                   | 2019年11月9日 |

## 獲得タイトル
- 第4代OPBF女子東洋太平洋フライ級王座（防衛0）
- 第4代WBA女子世界ライトミニマム級王座（防衛1=剥奪）
- WBC女子インターナショナルミニマム級王座